# Phyllis McGinley
Phyllis Louise McGinley (* 21. März 1905 in Ontario, Oregon; † 22. Februar 1978 in New York City, New York) war eine US-amerikanische Lyrikerin und Kinder- und Jugendbuchautorin, die 1961 für ihren Gedichtband Times Three: Selected Verse From Three Decades den Pulitzer-Preis für Dichtung erhielt.

## Leben
Phyllis McGinley wurde nach dem Tode ihres Vaters 1908 bereits als Dreijährige zur Halbwaise. Nach dem Schulbesuch begann sie zunächst ein Studium an der University of Southern California und danach an der University of Utah, das sie 1927 abschloss. 1934 erschien ihr erster Gedichtband On the Contrary, dem zahlreiche weitere Bände ihrer lyrischen Werke folgten. 1937 heiratete sie Charles Hayden. Neben ihren poetischen Werken veröffentlichte sie ab Mitte der 1940er Jahre auch mehrere Bücher mit Kinder- und Jugendliteratur sowie ab Ende der 1950er Jahre auch Bände mit Essays.
Für ihren 1960 erschienenen Gedichtband Times Three: Selected Verse From Three Decades erhielt Phyllis McGinley 1961 den Pulitzer-Preis für Dichtung. Ihr 1966 erschienenes Kinderbuch Wonderful Time wurde von John Alcorn illustriert, während die Komponistin Mira J. Spektor mit Three Songs for Baritone Texte von Colette Inez und ihr vertonte. 2000 erschien mit Three painters : for medium voice and piano vom Komponisten Richard Wilson eine weitere Vertonung ihrer Gedichte.
1955 wurde sie in die American Academy of Arts and Letters gewählt.

## Veröffentlichungen

### Gedichtsammlungen
- On the Contrary, 1934
- One More Manhattan, 1937
- A Pocketful of Wry, 1940
- Husbands Are Difficult, 1941
- Stones from Glass Houses, 1946
- The Love Letters of Phyllis McGinley, 1950
- Merry Christmas, Happy New Year, 1958
- Times Three: Selected Verse from Three Decades, 1960
- Sugar and Spice, 1960
- A Wreath of Christmas Legends, 1967
- Confessions of a Reluctant Optimist, 1973

### Kinder- und Jugendbücher
- The Horse That Lived Upstairs, 1944
- The Plain Princess, 1945
- All Around the Town, 1948
- The most wonderful doll in the world, 1950
- Blunderbus, 1951
- The Make-Believe Twins, 1953
- Boys Are Awful, 1962
- How Mrs. Santa Claus Saved Christmas, 1963

### Essays
- Province of the Heart, 1959
- Sixpence in Her Shoe, 1964
- Wonderful Time, 1966
- Saint Watching, 1969